# Calum Davenport
Calum Raymond Paul Davenport (Bedford, 1º gennaio 1983) è un calciatore inglese, difensore del Tavistock.

## Biografia
Nella notte tra il 22 e 23 agosto 2009, il giocatore e la madre sono stati aggrediti e accoltellati: nell'aggressione Davenport è rimasto gravemente ferito ad entrambi gli arti inferiori (al punto che in un primo momento la gamba sinistra sembrava dovesse essere amputata): la madre è rimasta ferita anch'essa gravemente da una coltellata allo stomaco.
L'aggressione è stata compiuta da due giovani conoscenti della sorella del giocatore, di nome Cara, con scopi intenzionali dopo un litigio. L'operazione a cui è stato sottoposto il giocatore è durata 4 ore e le condizioni del giocatore sono rimaste a lungo molto gravi. È ancora da stabilire se lo sfortunato difensore potrà tornare a giocare a calcio a livello professionistico. Gli aggressori sono stati in seguito identificati e arrestati.

## Carriera
Difensore, dopo gli inizi in Premier League col Coventry City (in cui ha fatto anche le giovanili) passa al Tottenham, quindi nel 2007 si trasferisce al West Ham.
Il 17 marzo 2010 rescinde consensualmente il contratto che lo lega al West Ham.